# 庆云镇节孝坊
庆云镇节孝坊，位于中国广东省韶关市乐昌市庆云镇户昌山村，为乐昌市的一个市级文物保护单位，类型为古建筑，公布时间为1987年12月17日。
庆云镇节孝坊的历史年代为清道光十九年（1837年）。